# Dittrichia viscosa

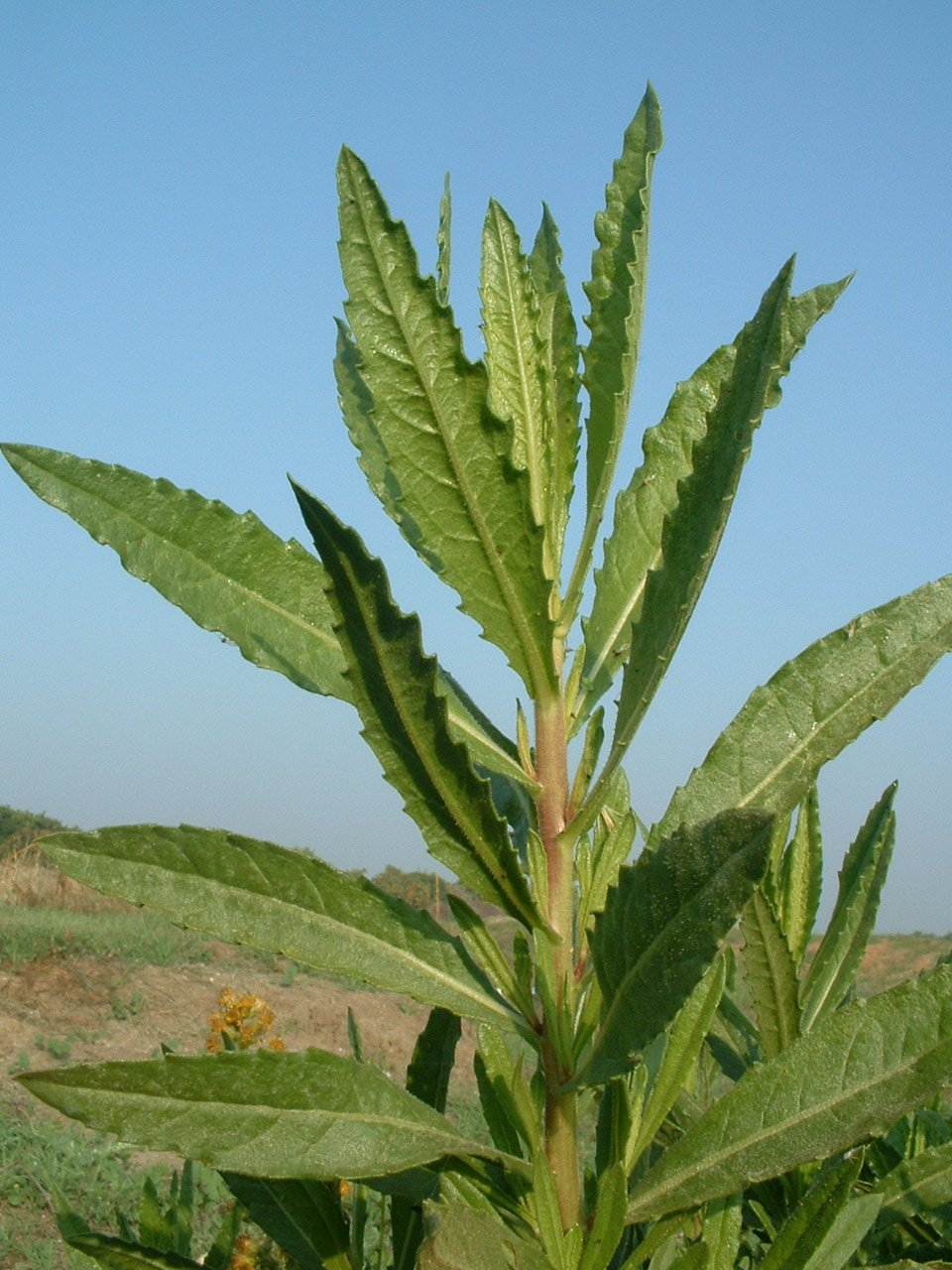
Hojas apicales.

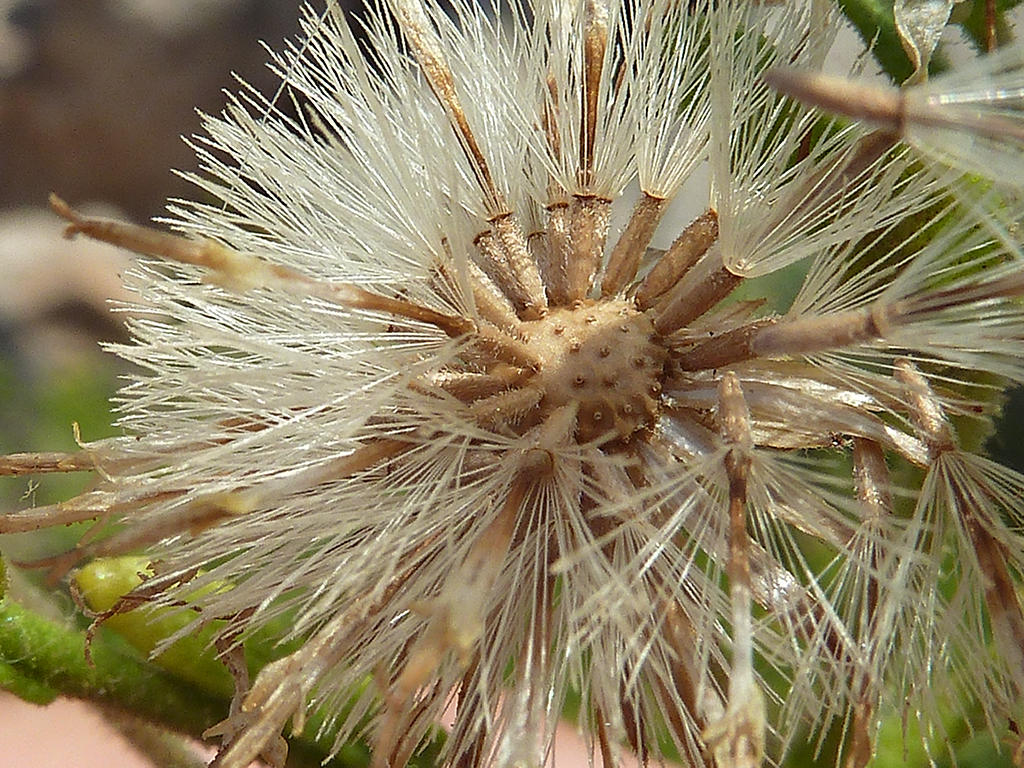
Dittrichia viscosa, capítulo en fructificación con cipselas.

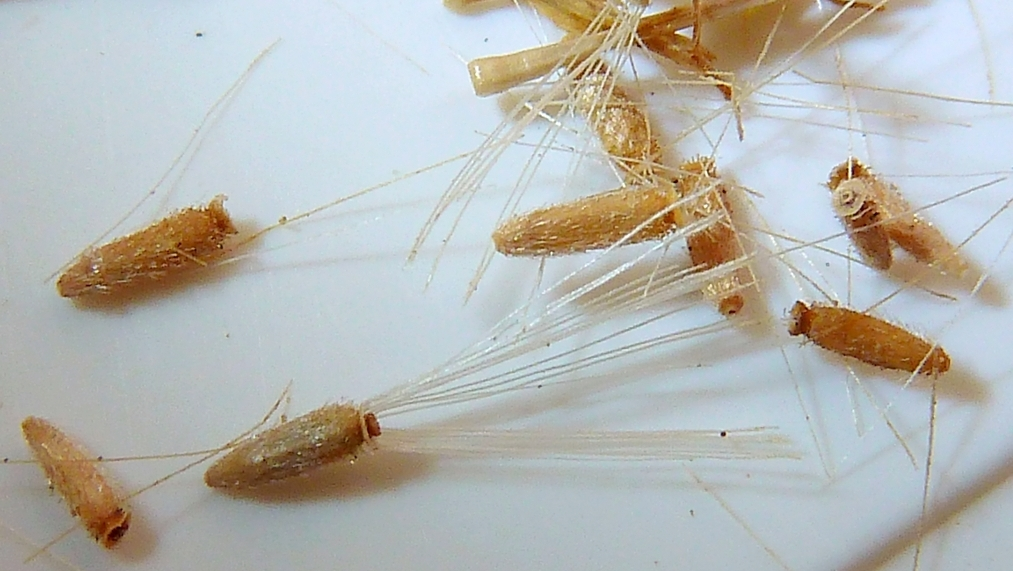
Cipselas sueltas.

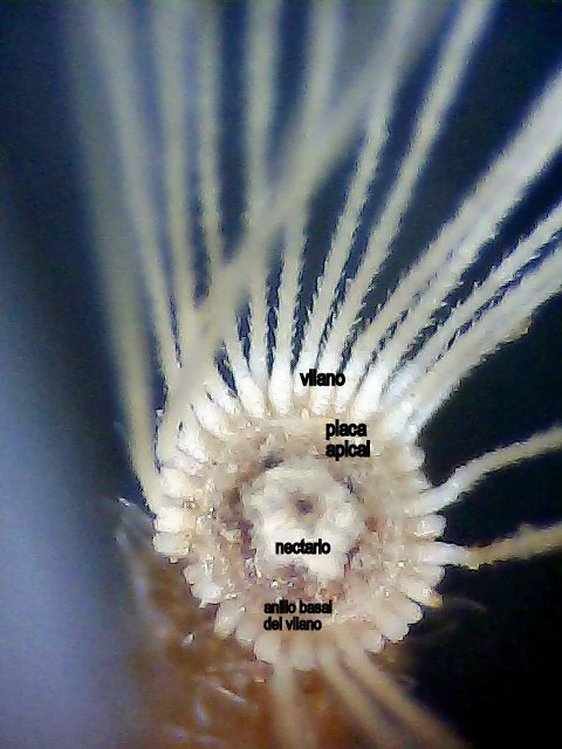
Cipsela suelta: vista apical con anillo basal del vilano de cerdas escabridas y nectario de la placa apical claramente visibles.

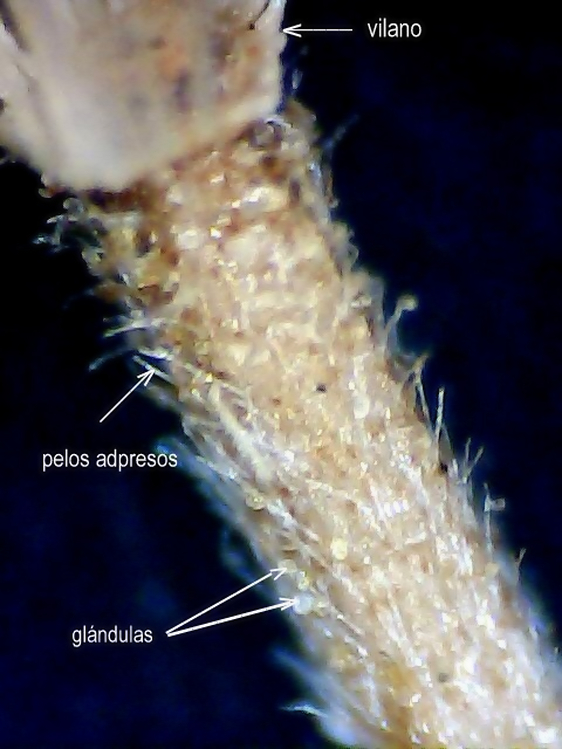
Cipsela suelta con glándulas en la parte distal.

La olivarda (Dittrichia viscosa)  es una especie de planta fanerógama  perteneciente a la familia de las asteráceas. Fue originalmente clasificada en los géneros Erigeron y más tarde Inula.

## Descripción
Se trata de una planta perenne herbácea de base leñosa, de fuerte olor a resina, glandulosa-pegajosa, robusta, de hasta 1,5 m de alta, y cuyas hojas superiores abrazan parcialmente el tallo, con frecuencia ramificado, de follaje denso, por arriba velloso. Las hojas son alternas, oblongo-lanceoladas, enteras o dentadas, de 3-7 cm de largo y 6-12 mm de ancho y se reducen de tamaño hacia arriba mientras las superiores son sésiles y semiabrazadoras. La inflorescencia es espigada, alargada, piramidal de numerosos capítulos florales de 10-20 mm, con lígulas de 6-8 mm, claramente más largas que las brácteas involucrales, poco numerosas, amarillas, femeninas, con limbo tri/quadridentado de 5-7 mm de largo. Los flósculos, hermafroditas, con  corola quinquefida de dientes iguales, son de color naranja amarillento. El receptáculo es desnudo pero con alveolas rodeadas de una corona dentada. Los frutos son cipselas homomorfas peludas y con glándulas en la parte distal, de color beige a pardo y con vilano de cerdas rígidas y ásperas, frágiles pero persistentes, en una única hilera sobre un marcado anillo basal discoidal y rodeando un claro nectario persistente pentagonal.

## Distribución y hábitat
Nativa en el Mediterráneo. En Canarias. Naturalizada en Europa central y septentrional (Alemania e Inglaterra). Habita en cunetas, terrenos baldíos, colinas pedregosas. Florece en verano y otoño.

## Usos medicinales
Aunque generalmente se considera una mala hierba, la olivarda tiene múltiples aplicaciones en la medicina tradicional casera contra el paludismo, las enfermedades de las vías urinarias, y como astringente. La infusión de sus hojas se utiliza como remedio para las molestias de la artritis y el reuma
La olivarda es apreciada como planta medicinal por el aceite esencial extraído a partir de la planta sobre todo en la zona oriental del Mediterráneo.
También  tiene la particularidad de cortar el sangrado de heridas que no sean de consideración severa. Utilizando solo las hojas machacadas a modo de ￼cataplasma.

## Otros usos
La planta aloja insectos que son parásitos de la mosca del olivo. Por esta razón se plantan junto a los olivares, para reducir la población de moscas que dañan al olivo. A este uso se deben los nombres de olivarda y mosquera y sus numerosos variantes.

## Taxonomía
Dittrichia viscosa fue descrita primero por Carlos Linneo como Erigeron viscosus en Species Plantarum, vol. 2, p. 863, 1753 y transferido posteriormente por William Aiton al género Inula en 1789 y finalmente atribuido por Werner Rodolfo Greuter al género Dittrichia y publicado en Exsiccatorum genavensium a conservatorio botanico distributorum, 4: 71, 1973.
Etimología
- Dittrichia: nombre genérico otorgado en honor del botánico alemán Manfred Dittrich (1934 - ), que fue director del herbarium del Botanical Garden in Berlin.[7]
- viscosa: epíteto latíno que significa "viscosa".[8]

Taxones infraespecíficos
- Dittrichia viscosa subsp. angustifolia (Bég.) Greuter
- Dittrichia viscosa subsp. maritima (Brullo & De Marco) Greuter
- Dittrichia viscosa subsp. revoluta (Hoffmanns. & Link) P.Silva & Tutin, los 3 considerados anteriormente como especies.[1]

Sinonimia
- Chrysocoma camphorata Robill. & Castagne
- Chrysocoma saxatilis DC.
- Chrysocoma verticalis Lag.
- Conyza major Bubani
- Cupularia viscosa (L.) Godr. & Gren.
- Erigeron viscosus L. - basiónimo
- Inula viscosa (L.) Aiton
- Inula viscosa var. mideltiana Batt.
- Jacobaea viscosa (L.) Merino[9][10]

## Nombre común
Dittrichia viscosa es denominada vernáculamente como altabaca, altabaca de gotosos, altarragas, altavaca, anterraya, arnica, árnica, artadeña, artavaca, artirraga, atarraga, atárraga, cazamoscas, coniza macho, coniza mayor, ernica, estrella amorosa, flor de ánica, flor de árnica, hierba mosquera, hierba pulguera, matamoscas, matamosquera, mata mosquera, matapulgas, mosquera, mosquerilla borde, olibarda, olivarada, olivarda, olivarda basta, olivarda viscosa, paletosa, pulguera, pulguera valenciana, tarraga, tárraga, tárragas, té hierba del hueso, yerba mosquera y yerba pulguera. En cursiva, los nombres más extendidos.